# George Hainsworth
Vous lisez un « bon article » labellisé en 2009.
Temple de la renommée : 1961
George Hainsworth (né le 26 juin 1893 à Toronto, en Ontario, au Canada, mort le 9 octobre 1950 près de Gravenhurst, également en Ontario) est un gardien de but canadien professionnel de hockey sur glace de la première moitié du XXe siècle.
Il joue pendant quatorze saisons au niveau professionnel et fait ses débuts dans la Ligue nationale de hockey à l'âge de 31 ans. Il remporte au cours de sa carrière la Coupe Allan, la Coupe Stanley de l'équipe championne de la LNH mais également le trophée Vézina du meilleur gardien de la saison de la LNH. Il met fin à sa carrière en 1936 après avoir décroché plusieurs records, notamment au niveau des blanchissages. Il meurt en 1950 d'un accident de voiture et onze ans plus tard, il devient membre du Temple de la renommée à titre posthume.

## Biographie

### Ses débuts juniors
Hainsworth nait en 1893 à Toronto en Ontario mais commence sa carrière de joueur de hockey en 1910-11 en jouant dans l'Ontario Minor Hockey Association pour les Mavericks de Berlin. Il passe ensuite dans l'Association de hockey de l'Ontario —également connue sous le sigle AHO et aujourd'hui sous le nom de Ligue de hockey de l'Ontario— toujours pour l'équipe de Berlin, les Berlin Union Jacks junior,. Il reste avec cette équipe jusqu'en 1916 et lors des quatre saisons qu'il passe avec l'équipe, il est à chaque fois le gardien de l'AHO avec le plus grand nombre de victoires dans la saison. Il passe une saison en 1916-17 avec une nouvelle équipe de Toronto puis est de retour la saison suivante dans l'équipe de la ville de Berlin, cette dernière étant renommée Kitchener depuis 1916. En 1917, il joue dans l'AHO pour les Greenshirts de Kitchener et remporte lors de sa deuxième saison avec l'équipe la Coupe Allan de la meilleure équipe amateur senior du hockey sur glace au Canada. Il y reste jusqu'à la fin de la saison 1922-23 puis signe son premier contrat professionnel.

### Dans la WCHL
Il rejoint ainsi la Western Canada Hockey League dans l'équipe de Saskatoon : les Crescents pour 2 500 $ par an. Il passe trois saisons sous le maillot de Saskatoon, dont la deuxième avec Édouard « Newsy » Lalonde en tant qu'entraîneur.
Au même moment au Québec, les Canadiens de Montréal de la Ligue nationale de hockey subissent une déroute collective en grande partie après avoir perdu leur gardien vedette, Georges Vézina, qui s'effondre lors du premier match de la saison contre les Pirates de Pittsburgh. Les docteurs diagnostiquent alors une tuberculose dans un état avancé et Vézina meurt quatre mois plus tard. L'équipe termine à la dernière place de la LNH et manque les séries pour la première fois depuis quatre saisons. Afin d'honorer la mémoire de Vézina, les Canadiens proposent un nouveau trophée à la LNH pour le gardien ayant concédé le moins de but de toute la LNH, le trophée Vézina.

### Avec les Canadiens de la LNH

#### Les premiers trophées

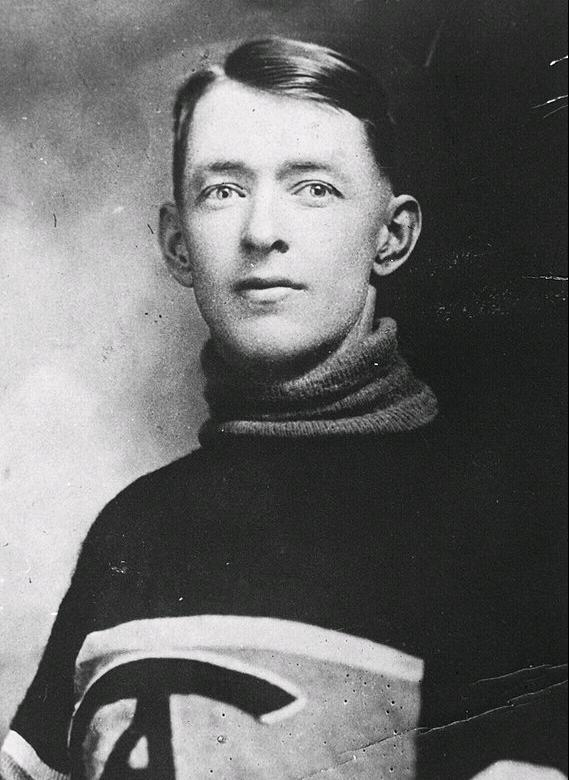
En signant avec les Canadiens de Montréal, Hainsworth a la lourde tâche de succéder à Vézina, ici en photographie.

Le 23 août 1926, Hainsworth signe avec les Canadiens sur les recommandations de Lalonde alors qu'il a déjà 31 ans. Les performances de Hainsworth sont à la hauteur de l'attente du public de Montréal : il réalise le plus grand nombre de blanchissages de la saison avec quatorze jeux blancs et ne concède que 67 buts en 44 matchs. Il est alors le premier gardien de but de l'histoire de la LNH à remporter le nouveau trophée Vézina. Les premières séries que joue Hainsworth dans la LNH voient les deux équipes de Montréal, les Canadiens et les Maroons, se rencontrer en quarts de finale de la Coupe Stanley et avec vingt-huit buts de plus inscrits par les Canadiens lors de la saison régulière, ils sont favoris. La série en deux matchs tourne effectivement en faveur de l'équipe francophone malgré la résistance des Maroons : lors du premier match, les deux équipes se séparent sur le score d'un but partout. Lors du second match, les deux équipes sont également à égalité au terme du temps réglementaire mais sans aucun but concédé ni par Clint Benedict, portier des Maroons, ni par Hainsworth. C'est finalement Howie Morenz qui libère les deux équipes en inscrivant le but des Canadiens pour la victoire après douze minutes de prolongation. Plus de 11 000 personnes s'étaient déplacées au Forum pour assister à cette première confrontation entre les deux équipes lors de séries éliminatoires. Les Canadiens perdent au tour suivant contre les Sénateurs d'Ottawa, futurs champions de la Coupe Stanley, 4-0 puis 1-1.
Lors de la saison suivante, les Canadiens connaissent une saison régulière sans commune mesure. Ainsi, Morenz devient le premier joueur de l'histoire de la LNH à dépasser la barre symbolique des cinquante points en une saison à l'issue de son quarante-troisième match, le 24 mars 1928 ; Hainsworth réalise quant à lui encore une fois une bonne prestation dans les buts de l'équipe réalisant treize blanchissages et ne concédant que 48 buts en 44 matchs soit seulement 1,05 but par match. Les Canadiens demeurent invaincus entre le 30 novembre 1927 et le 21 janvier 1928, ne concédant qu'un seul match nul contre les Pirates de Pittsburgh au cours de cette série de 19 matchs. À titre personnel, Hainsworth remporte un deuxième trophée Vézina. Les deux équipes de Montréal sont une nouvelle fois opposées en demi-finales de la Coupe, les Canadiens partant encore favoris de la série. Comme lors de l'année précédente, ce sont les gardiens des deux équipes qui font parler d'eux avec un premier match nul deux buts partout et ensuite une victoire des Maroons 1-0 au bout de huit minutes de prolongation. La délivrance des Maroons vient par l'intermédiaire de Russell Oatman, ailier gauche de l'équipe,.
S'ils sont déçus de la fin de la saison précédente, les joueurs des Canadiens n'en montrent rien en 1928-1929, puisqu'ils démarrent très fort, prennent la tête de la LNH très vite dans la saison et la conservent jusqu'au bout. Ils ne perdent que sept de leurs quarante-quatre matchs et remportent un deuxième titre consécutif de meilleure équipe de la ligue. Défensivement, Hainsworth est impérial, il réalise vingt-deux blanchissages soit un match sur deux au cours de la saison régulière. Il se permet même de réaliser quatre jeux blancs consécutifs pour un total de 343 minutes et 5 secondes sans devoir ramasser le moindre palet dans son filet. Il a, à l'issue de la saison, concédé moins d'un but par match avec une moyenne de 0,92 but par rencontre, et il ne concède plus de deux buts que lors de sept matchs. La saison est gâchée par l'élimination prématurée lors des séries quand les Canadiens perdent en trois matchs secs contre les Bruins, Cecil « Tiny » Thompson réalisant deux blanchissages lors des deux premiers matchs alors qu'Hainsworth laisse passer un but à chaque fois. Lors du troisième et dernier match, Thompson craque à deux reprises contre trois pour le portier de Montréal. Hainsworth remporte tout de même le troisième, et dernier, trophée Vézina de sa carrière.

#### La première Coupe Stanley en 1930

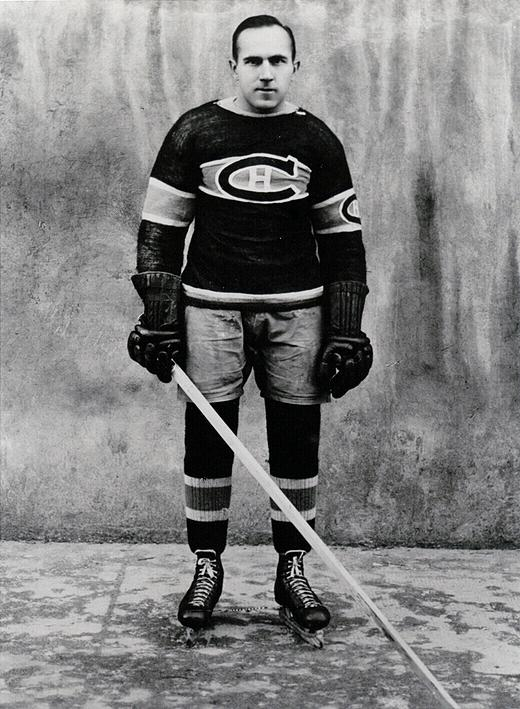
Howie Morenz, coéquipier de George Hainsworth, pose pour la photographie après la victoire de la Coupe Stanley 1930.

La saison 1929-1930 voit l'entrée d'une nouvelle règle dans la LNH : l'autorisation des passes dans toute la patinoire. Les Bruins écrasent tout le monde lors de la saison régulière avec soixante-dix-sept points au total, soit vingt-six de plus que chacune des deux meilleures équipes de la division Canadienne : les Maroons et les Canadiens de Hainsworth. Pour la première fois depuis le début de sa carrière, ce dernier ne réalise pas l'intégralité des rencontres de son équipe, ratant deux matchs sur blessure en février 1930 — il s'agira même par la suite des deux seuls matchs ratés par le gardien de son temps avec les Canadiens. Il est tout d'abord remplacé lors d'un match contre les Americans de New York par Mickey Murray qui joue alors le seul match de sa carrière dans la LNH puis par Roy Worters, gardien habituel des Americans, pour un match contre Toronto.
Deuxièmes de la saison régulière, les Canadiens doivent jouer une première phase contre les Black Hawks de Chicago, deuxième de la division Américaine. Les Canadiens se débarrassent de Chicago en deux matchs dont le premier par un blanchissage puis des Rangers de New York également en deux matchs, le premier se décidant lors de la quatrième prolongation et le second match sur le score de 2-0. Ils retrouvent en finale de la Coupe Stanley, les champions de la saison régulière et champions en titre, Boston. Bien qu'ils ne partent pas favoris, Morenz et ses coéquipiers inscrivent trois buts lors du premier match de la série dans la patinoire des Bruins sans en concéder un seul. Les filets de Hainsworth restent ainsi inviolés pendant 270 minutes et 8 secondes, record toujours d'actualité en 2009. Le deuxième match de la série tourne également à l'avantage des Canadiens : Bert McCaffrey et Nick Wasnie inscrivent les deux premiers buts du match, puis c'est au tour du capitaine de l'équipe, Sylvio Mantha et de Morenz de tromper « Tiny » Thompson. Les Canadiens mènent alors 4-1, le premier but des Bruins étant inscrit par Eddie Shore. Boston parvient à inscrire deux buts de plus mais Hainsworth résiste aux assauts adverses et offre une nouvelle coupe Stanley aux Canadiens, la troisième de leur histoire mais la première pour le gardien alors âgé de 35 ans. Avec une moyenne de 2,19 buts accordés par match Thompson reçoit le trophée Vézina, Hainsworth ayant 2,42 buts par match de moyenne.

#### La deuxième Coupe en 1931

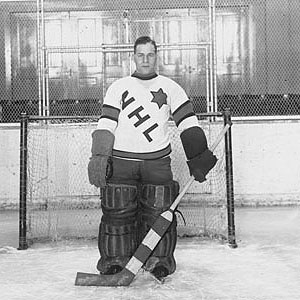
Charlie « Chuck » Gardiner, finaliste perdant de la Coupe Stanley contre Hainsworth.

Au cours de la saison 1930-1931, Morenz décroche tous les honneurs en inscrivant cinquante et un points, remportant son deuxième titre de la LNH en tant que meilleur pointeur et recevant également le trophée Hart du meilleur joueur de la saison, le deuxième de sa carrière. Collectivement, l'équipe termine une nouvelle fois derrière les Bruins au classement général et première de la division Canadienne. Grâce à leur première place, Canadiens et Bruins sont directement qualifiés pour le deuxième tour des séries mais s'affrontent au meilleur des cinq matchs. Les deux équipes se partagent les quatre premiers matchs et la qualification est obtenue par un but de Wildor Larochelle pour les Canadiens.
Les Canadiens sont alors opposés aux Black Hawks de Chicago, deuxième meilleure équipe de la division Américaine, qui sont guidés par Johnny Gottselig offensivement et Charlie « Chuck » Gardiner dans les buts. Les Canadiens remportent le premier match 2-1 mais perdent les deux suivants. Ils doivent alors remporter les deux matchs suivants pour pouvoir être une nouvelle fois champions. Finalement, lors du cinquième match, les deux buts de l'équipe sont inscrits par Johnny Gagnon puis par Morenz alors que Hainsworth blanchit Chicago et offre une nouvelle Coupe à Montréal, sa deuxième personnelle,.

#### 1931-1932, la saison des records
Les Canadiens, Hainsworth et Morenz commencent la saison suivante en tant que double champion de la Coupe Stanley. Le 17 mars 1932, contre les Americans de New York, sur la glace du Forum de Montréal, Morenz entre une nouvelle fois dans l'histoire de la ligue, devenant le meilleur pointeur de l'histoire de la LNH, dépassant les 333 points de carrière de Cy Denneny, ancien joueur des Sénateurs et des Bruins. Hainsworth n'est pas en reste puisque, plus tôt dans la saison, au mois de décembre, il réalise le 64e jeu blanc de sa carrière à la suite d'une victoire sur les Americans 3-0. Il dépasse ainsi le record détenu par Alex Connell, ancien gardien des Sénateurs, pour devenir le gardien de but avec le plus grand de nombre de blanchissages en carrière dans la LNH.
Ayant remporté la division Canadienne, Montréal accède directement aux demi-finales de la Coupe contre les Rangers de New York. La série débute bien pour les Canadiens puisqu'ils remportent le premier match 4-3 mais la défensive des Rangers se concentre sur Morenz qui est limité à un seul but en quatre matchs et les Rangers éliminent les doubles champions dès la première ronde.

#### Premier capitaine-gardien de l'histoire
Du fait de cette élimination précoce en série, Cecil Hart quitte le banc d'entraîneur des Canadiens et Édouard « Newsy » Lalonde le remplace. Hainsworth, quant à lui, devient le premier gardien de but de l'histoire de la LNH à être nommé capitaine de son équipe : le gérant de l'équipe, Léo Dandurand, estime que son gardien passant tout le temps de jeu sur la glace doit donc être celui qui discute avec les arbitres,. Les Canadiens tombent une nouvelle fois en finale contre les Rangers et sont écartés 5-2 et 3-3. Finalement, Hainsworth n'est pas capitaine de l'équipe longtemps puisqu'à l'issue de la saison, il change de franchise.

### Fin de carrière, Toronto puis Montréal

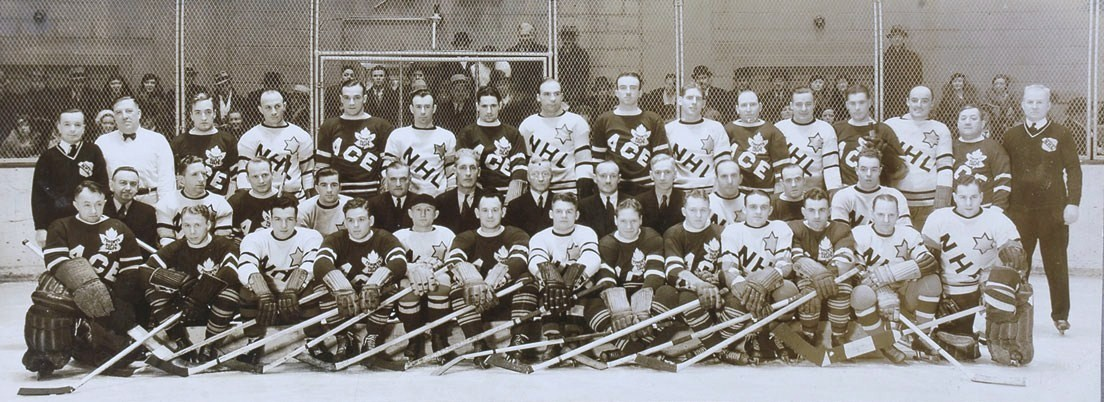
Les joueurs du match pour Ace Bailey, Hainsworth est le premier joueur au premier rang sur la gauche.

Hainsworth quitte Montréal pour retourner dans sa ville natale en étant échangé à l'équipe des Maple Leafs de Toronto en retour de Lorne « Chabotsky » Chabot le 1er octobre 1933,.
Hainsworth participe en cours de saison au premier Match des étoiles organisé en l'honneur de son coéquipier, Ace Bailey, blessé au cours d'un match contre les Bruins de Boston. Le match a lieu le 14 février 1934 et Gardiner est le gardien pour l'équipe des meilleurs joueurs des autres équipes. Les Leafs remportent le match 7 buts à 3 devant 14 000 spectateurs pour un match récoltant 23 000 $. Le changement de gardien semble bon pour les Maple Leafs et le vétéran Hainsworth — il a alors 39 ans — puisque pour la première fois depuis 1922, l'équipe termine en tête de la division Canadienne et même à la première place de la LNH. Malgré tout, l'équipe perd dès le premier tour joué contre les Red Wings de Détroit au meilleur des cinq matchs.
Jouant encore une fois l'intégralité des matchs de la saison 1934-1935, Hainsworth permet à son équipe de finir une nouvelle fois en tête de la division Canadienne et de la LNH mais également d'atteindre la finale de la Coupe Stanley en éliminant les Bruins de Boston 3 matchs à 1 dont deux jeux blancs. Il ne peut cependant rien faire contre la ligne de jeunes des Maroons de Montréal : Joe Primeau, Harvey « Busher » Jackson et Charlie Conacher. Les Maroons remportent la seconde Coupe Stanley de leur histoire en 3 matchs secs sur les scores de 3-2, 3-1 et 4-1. Lors de cette saison, la LNH met en place pour la première fois le tir de fusillade accordé à un joueur en bonne position pour inscrire un but et arrêté par une faute. Le premier tir est accordé le 10 novembre 1934 à Armand Mondou, joueur des Canadiens et ancien coéquipier de Hainsworth. Ce dernier arrête le tir et devient ainsi le premier gardien de la LNH à réaliser un arrêt lors d'un tir de fusillade.
La saison suivante, les Maple Leafs glissent à la troisième place de la saison alors que son ancienne équipe des Canadiens a touché le fond en finissant à la dernière place de la LNH. Toronto bat Boston en première ronde des séries, 8 buts à 6 au total alors qu'ils ont perdu le premier match de la série 3-0 par un blanchissage de Thompson. En deuxième ronde, les Maple Leafs éliminent les Americans de New York encore une fois en perdant un match par un blanchissage, le deuxième match de la série. Malgré tout, l'équipe accède pour la sixième fois de son histoire à la finale de la Coupe Stanley, finale les opposant aux Red Wings. Hainsworth ne peut rien contre l'attaque adverse et l'équipe de l'Ontario ne remporte qu'une seule victoire, 4-3 à la suite de la prolongation du troisième match, sur les quatre joués. De leur côté, les Red Wings entraînés par Jack Adams remportent la première Coupe de leur histoire.
Hainsworth commence la saison 1936-1937 avec les Maple Leafs mais Turk Broda étant choisi comme gardien titulaire, il est laissé libre le 24 novembre 1936 et peut retourner dans son ancienne équipe des Canadiens. Wilf Cude est alors le gardien titulaire de l'équipe et Hainsworth, alors âgé de 42 ans, ne peut prétendre à lui ravir le poste. Il ne joue que quatre matchs avant de prendre sa retraite.

### Mort et legs
Hainsworth est mort le 9 octobre 1950 dans une collision entre sa voiture et un camion près de Gravenhurst en Ontario. Onze ans plus tard, en 1961, il est admis au Temple de la renommée du hockey et en 1985, il est nommé 46e meilleur joueur de l'histoire du hockey par le site The Hockey News.

## Statistiques
Pour les significations des abréviations, voir statistiques du hockey sur glace.
À la fin de sa carrière dans la LNH, Hainsworth, avec 94 jeux blancs, détient le record du plus grand nombre de blanchissages pour les Canadiens de Montréal et dans la LNH. Il faut attendre Terry Sawchuk en 1963-1964 pour voir un gardien battre ce record dans la LNH. Au cours de toute sa carrière dans la LNH en tant que titulaire — donc hormis sa dernière saison — il joue l'intégralité des matchs de saison régulière, ne manquant que deux matchs lors de la saison1929-1930.
| Saison     | Équipe                   | Ligue      |     | Saison régulière | Saison régulière | Saison régulière | Saison régulière | Saison régulière | Saison régulière | Saison régulière | Saison régulière | Saison régulière | Saison régulière |    | Séries éliminatoires | Séries éliminatoires | Séries éliminatoires | Séries éliminatoires | Séries éliminatoires | Séries éliminatoires | Séries éliminatoires | Séries éliminatoires | Séries éliminatoires | Séries éliminatoires |
| Saison     | Équipe                   | Ligue      | PJ  | V                | D                | Pr/N             | Min              | BC               | Moy              | % Arr            | Bl               | Pun              | PJ               | V  | D                    | N                    | Min                  | BC                   | Moy                  | % Arr                | Bl                   | Pun                  |                      |                      |
| 1910-1911  | Mavericks de Berlin      | OMHA       |     |                  |                  |                  |                  |                  |                  |                  |                  |                  |                  |    |                      |                      |                      |                      |                      |                      |                      |                      |                      |                      |
| 1911-1912  | Berlin                   | AHO        | 4   | 3                | 1                | 0                | 240              | 13               | 3,25             |                  | 0                |                  | 6                | 2  | 3                    | 1                    | 360                  | 30                   | 5                    |                      | 0                    |                      |                      |                      |
| 1912-1913  | Berlin                   | AHO Sr.    | 4   | 3                | 1                | 0                | 240              | 12               | 3                |                  | 1                |                  | 8                | 4  | 3                    | 1                    | 480                  | 35                   | 4,38                 |                      | 1                    |                      |                      |                      |
| 1913-1914  | Berlin                   | AHO Sr.    | 7   | 7                | 0                | 0                | 420              | 11               | 1,57             |                  | 0                |                  | 9                | 7  | 1                    | 1                    | 590                  | 31                   | 3,15                 |                      | 1                    |                      |                      |                      |
| 1914-1915  | Berlin                   | AHO Sr.    | 5   | 5                | 0                | 0                | 300              | 9                | 1,8              |                  | 1                |                  | 4                | 2  | 1                    | 1                    | 240                  | 19                   | 4,75                 |                      | 1                    |                      |                      |                      |
| 1915-1916  | Berlin                   | AHO Sr.    | 8   | 8                | 0                | 0                | 480              | 18               | 2,85             |                  | 1                |                  | 4                | 2  | 2                    | 0                    | 280                  | 18                   | 3,86                 |                      | 0                    |                      |                      |                      |
| 1916-1917  | Toronto Kew Beach        | LHIT       |     |                  |                  |                  |                  |                  |                  |                  |                  |                  |                  |    |                      |                      |                      |                      |                      |                      |                      |                      |                      |                      |
| 1917-1918  | Greenshirts de Kitchener | AHO Sr.    | 9   | 9                | 0                | 0                | 540              | 31               | 3,44             |                  | 0                |                  | 5                | 3  | 1                    | 1                    | 298                  | 10                   | 2,01                 |                      | 1                    |                      |                      |                      |
| 1918-1919  | Greenshirts de Kitchener | AHO Sr.    | 9   | 5                | 3                | 1                | 570              | 28               | 2,95             |                  | 0                |                  |                  |    |                      |                      |                      |                      |                      |                      |                      |                      |                      |                      |
| 1919-1920  | Greenshirts de Kitchener | AHO Sr.    | 8   | 6                | 2                | 0                | 480              | 16               | 2                |                  | 1                |                  | 2                | 0  | 1                    | 1                    | 150                  | 6                    | 2,4                  |                      | 0                    |                      |                      |                      |
| 1920-1921  | Greenshirts de Kitchener | AHO Sr.    | 10  | 7                | 3                | 0                | 600              | 22               | 2,2              |                  | 3                |                  | 1                | 0  | 1                    | 0                    | 60                   | 6                    | 6                    |                      | 0                    |                      |                      |                      |
| 1921-1922  | Greenshirts de Kitchener | AHO Sr.    | 10  | 3                | 7                | 0                | 600              | 38               | 3,8              |                  | 1                |                  |                  |    |                      |                      |                      |                      |                      |                      |                      |                      |                      |                      |
| 1922-1923  | Greenshirts de Kitchener | AHO Sr.    | 12  | 8                | 4                | 0                | 720              | 32               | 2,67             |                  | 1                |                  |                  |    |                      |                      |                      |                      |                      |                      |                      |                      |                      |                      |
| 1923-1924  | Sheiks de Saskatoon      | WCHL       | 30  | 15               | 12               | 3                | 1 849            | 73               | 2,37             |                  | 4                | 2                |                  |    |                      |                      |                      |                      |                      |                      |                      |                      |                      |                      |
| 1924-1925  | Sheiks de Saskatoon      | WCHL       | 28  | 16               | 11               | 1                | 1 700            | 75               | 2,65             |                  | 2                | 2                | 2                | 0  | 1                    | 1                    | 120                  | 6                    | 3                    |                      | 0                    |                      |                      |                      |
| 1925-1926  | Sheiks de Saskatoon      | WHL        | 30  | 18               | 11               | 1                | 1 812            | 64               | 2,12             |                  | 4                | 2                | 2                | 0  | 1                    | 1                    | 129                  | 4                    | 1,86                 |                      | 0                    |                      |                      |                      |
| 1926-1927  | Canadiens de Montréal    | LNH        | 44  | 28               | 14               | 2                | 2 732            | 67               | 1,47             |                  | 14               | 0                | 4                | 1  | 1                    | 2                    | 252                  | 6                    | 1,43                 |                      | 1                    | 0                    |                      |                      |
| 1927-1928  | Canadiens de Montréal    | LNH        | 44  | 26               | 11               | 7                | 2 730            | 48               | 1,05             |                  | 13               | 0                | 2                | 0  | 1                    | 1                    | 128                  | 3                    | 1,41                 |                      | 0                    | 0                    |                      |                      |
| 1928-1929  | Canadiens de Montréal    | LNH        | 44  | 22               | 7                | 15               | 2 800            | 43               | 0,92             |                  | 22               | 0                | 3                | 0  | 3                    | 0                    | 180                  | 5                    | 1,67                 |                      | 0                    | 0                    |                      |                      |
| 1929-1930  | Canadiens de Montréal    | LNH        | 42  | 20               | 13               | 9                | 2 680            | 108              | 2,42             |                  | 4                | 0                | 6                | 5  | 0                    | 1                    | 481                  | 6                    | 0,75                 |                      | 3                    | 0                    |                      |                      |
| 1930-1931  | Canadiens de Montréal    | LNH        | 44  | 26               | 10               | 8                | 2 740            | 89               | 1,95             |                  | 8                | 0                | 10               | 6  | 4                    | 0                    | 722                  | 21                   | 1,75                 |                      | 2                    | 0                    |                      |                      |
| 1931-1932  | Canadiens de Montréal    | LNH        | 48  | 25               | 16               | 7                | 2 998            | 110              | 2,2              |                  | 6                | 2                | 4                | 1  | 3                    | 0                    | 300                  | 13                   | 2,6                  |                      | 0                    | 0                    |                      |                      |
| 1932-1933  | Canadiens de Montréal    | LNH        | 48  | 18               | 25               | 5                | 2 980            | 115              | 2,32             |                  | 8                | 0                | 2                | 0  | 1                    | 1                    | 120                  | 8                    | 4                    |                      | 0                    | 0                    |                      |                      |
| 1933-1934  | Maple Leafs de Toronto   | LNH        | 48  | 26               | 13               | 9                | 3 010            | 119              | 2,37             |                  | 3                | 0                | 5                | 2  | 3                    | 0                    | 302                  | 11                   | 2,19                 |                      | 0                    | 0                    |                      |                      |
| 1934-1935  | Maple Leafs de Toronto   | LNH        | 48  | 30               | 14               | 4                | 2 957            | 111              | 2,25             |                  | 8                | 0                | 7                | 3  | 4                    | 0                    | 460                  | 12                   | 1,57                 |                      | 2                    | 0                    |                      |                      |
| 1935-1936  | Maple Leafs de Toronto   | LNH        | 48  | 23               | 19               | 6                | 3 000            | 106              | 2,12             |                  | 8                | 0                | 9                | 4  | 5                    | 0                    | 541                  | 27                   | 2,99                 |                      | 0                    | 0                    |                      |                      |
| 1936-1937  | Maple Leafs de Toronto   | LNH        | 3   | 0                | 2                | 1                | 190              | 9                | 2,84             |                  | 0                | 0                |                  |    |                      |                      |                      |                      |                      |                      |                      |                      |                      |                      |
| 1936-1937  | Canadiens de Montréal    | LNH        | 4   | 2                | 1                | 1                | 270              | 12               | 2,67             |                  | 0                | 0                |                  |    |                      |                      |                      |                      |                      |                      |                      |                      |                      |                      |
| Totaux LNH | Totaux LNH               | Totaux LNH | 465 | 246              | 145              | 74               | 29 087           | 937              | 1,93             |                  | 94               | 2                | 52               | 22 | 25                   | 5                    | 3 486                | 112                  | 1,93                 |                      | 8                    | 0                    |                      |                      |

## Honneurs, trophées personnels et records

### Titres
- Ligue nationale de hockey :
  - Trophée Vézina en 1926, 1928 et 1929
  - Coupe Stanley avec les Canadiens de Montréal en 1930 et 1931
  - Troisième plus grand nombre de blanchissages en carrière derrière Terry Sawchuk et Martin Brodeur — 94 réalisations
  - Deuxième meilleure moyenne de buts alloués derrière Alex Connell sur l'intégralité de sa carrière — 1,93 but par match
  - Plus grand nombre de blanchissages en une saison — 22 jeux blancs en 1928-29
- Canadiens de Montréal :
  - Capitaine des Canadiens de Montréal en 1932-1933
  - Plus grand nombre de blanchissages en carrière sur la saison régulière et sur l'ensemble saison et série
  - Meilleure moyenne de buts alloués sur l'intégralité de sa carrière et sur une saison
  - Plus grand nombre de blanchissages en une saison — 22 jeux blancs en 1928-29
  - Plus longue série de victoires — 11 matchs en 1926-27